# Atimiola
Atimiola is een kevergeslacht uit de familie van de boktorren (Cerambycidae). De wetenschappelijke naam van het geslacht werd voor het eerst geldig gepubliceerd in 1880 door Bates.

## Soorten
Atimiola omvat de volgende soorten:
- Atimiola guttulata Bates, 1880
- Atimiola rickstanleyi Lingafelter & Nearns, 2007